# No Entry
No Entry è un film indiano del 2005 diretto da Anees Bazmee e prodotto da Boney Kapoor. Protagonisti del film sono Salman Khan, Anil Kapoor, Fardeen Khan, Lara Dutta, Celina Jaitley, Esha Deol e Bipasha Basu. Il film è vagamente basato sul film in tamil Charlie Chaplin. Il film è costato circa 20 crore e ne ha guadagnati 71